# لورست چاکون
لورست چاکون (انگلیسی: Lourdes Chacón؛ زادهٔ ۱۴ فوریهٔ ۱۹۶۰) خواننده، رقصنده، و هنرپیشه اهل ایالات متحده آمریکا است.